# Park stanowy Sky Meadows

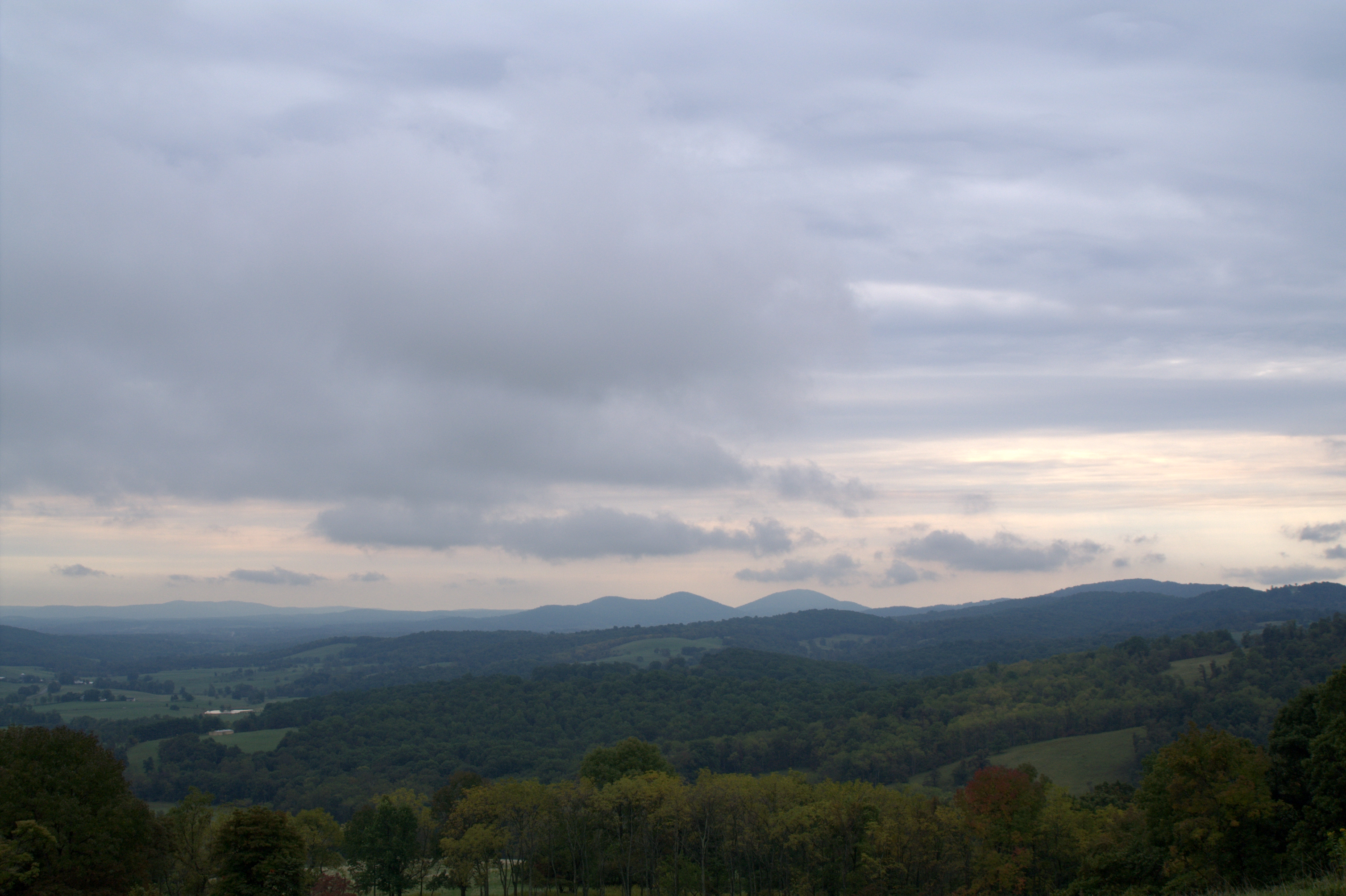
Park stanowy Sky Meadows jesienią

Park stanowy Sky Meadows (ang. Sky Meadows State Park) – park stanowy w amerykańskim stanie Wirginia. Park położony jest około 80 kilometrów na zachód od Waszyngtonu, na terenie hrabstw Clarke i Fauquier, na wschodnich zboczach Pasma Błękitnego. Park powstał w 1983 roku i zajmuje powierzchnię około 7,5 km². Jest to najbardziej wysunięty na północ park stanowy w Wirginii. Przez park przebiega kilkukilometrowy odcinek Szlaku Appalachów.

## Historia
Park ma bogatą historię, która sięga początków XVIII wieku. W roku 1713 kapitan James Ball zakupił od lorda Fairfaxa nieruchomość o powierzchni prawie 32 km² położoną na wschodnich zboczach Pasma Błękitnego, na południe od przełęczy Ashby (ang. Ashby Gap). Po śmierci kapitana Balla, majątek ten został podzielony między jego córkę i pięciu wnuków. Wnuk kapitana, który również nazywał się James Ball, otrzymał nieruchomość o powierzchni ponad 4 km², na której znajdują się współczesne obiekty parku.
W 1780 roku James Ball sprzedał swoją ziemię Johnowi Edmondsowi, który był kapitanem w czasie rewolucji amerykańskiej. Syn Johna, George Edmonds, otrzymał 1 km² tej ziemi od ojca w 1798 roku, i przeprowadził się na te tereny wraz ze swoją żoną. Prawdopodobnie w tym okresie George Edmonds wybudował dla swojej rodziny drewniany dom. W roku 1810 Issac Settle, kupiec, właściciel gospody i naczelnik poczty w pobliskiej miejscowości Paris, kupił od George'a Edmondsa 0,7 km² jego posesji, wraz z domem. Isaac dobudował do domu murowaną część i w 1835 roku dał go w prezencie ślubnym swojemu synowi, Abnerowi. Dom ten, nazwany przez Abnera Mount Bleak, został w czasach współczesnych odrestaurowany i znajduje się w nim obecnie centrum dla odwiedzających park.
Po wojnie secesyjnej Abner Settle sprzedał swoje gospoderstwo Thomasowi i Emily Glascock, którzy dwa lata później sprzedali je George'owi M. Slaterowi. Slater bardzo dobrze znał te tereny, ponieważ w czasie wojny secesyjnej należał do dowodzonych przez Johna Singletona Mosby'ego oddziałów rangersów, które prowadziły w północnej Wirginii wojnę partyzancką przeciwko oddziałom Unii. Slater i jego syn posiadali gospodarstwo do 1928 roku. W czasie następnych kilkudziesięciu lat ziemia kilkakrotnie zmieniała właściciela.
W 1966 roku na tych terenach zaplanowano rozwój budownictwa mieszkaniowego i podział terenów na 20 hektarowe parcele. Obszar udało się zachować dla ochrony przyrody, dzięki Paulowi Mellonowi, który w 1975 roku przekazał ponad 4,5 km² ziemi stanowi Wirginia z przeznaczeniem na park stanowy. Park został otwarty dla publiczności w 1983 roku. W roku 1987 dodano kolejny 1 km² ziemi zawierający odcinek Szlaku Appalachów. W 1991 park powiększono o kolejne prawie 2 km², również dzięki darowiznie Paula Mellona, który przekazał nieruchomość w przeszłości kupioną od lorda Fairfaxa przez George'a Washingtona.

## Szlaki turystyczne
W parku znajduje się ponad 19 kilometrów szlaków pieszych o zróżnicowanym stopniu trudności i długości. Idąc przebiegającym przez park Szlakiem Appalachów około trzech dni na północ można dojść do miejscowości Harpers Ferry w Wirginii Zachodniej lub idąc około dwóch dni na południe do Parku Narodowego Shenandoah.
| Nazwa szlaku          | Długość (km) | Oznakowanie (kolor) |
| --------------------- | ------------ | ------------------- |
| Piedmont Overlook     | 1,1          | czerwony            |
| North Ridge           | 2,7          | niebieski           |
| South Ridge           | 2,6          | żółty               |
| Gap Run               | 1,9          | pomarańczowy        |
| Appalachian           | 4,8          | biały               |
| Snowden               | 1,8          | srebrny             |
| Old Trail             | 2,1          | purpurowy           |
| Sherman’s Mill        | 1,6          | nieoznakowany       |
| Ambassador Whitehouse | 1,8          | jasnoniebieski      |